# Schlussklappe
Schlussklappe ist eine Tragikomödie und der Debüt-Spielfilm von Niclas Mehne von 2022.

## Handlung
Die Lehramts-Studentin Rebecca Förster bekommt für ihren neuen Kurzfilm Julia, I Like eine Einladung zum Filmfestival Max Ophüls Preis in Saarbrücken. Auch die Crew reist an, wobei Schauspieler Robert bei dem Kerzenmacher Ingo unterkommt und von diesem genervt wird, da jener als Hobby-Autor sein riesiges Drehbuch allen möglichen Filmschaffenden vorstellen will. Bei der Filmcrew kommt es zu Spannungen, da Rebecca und Kameramann Andi einst ein Paar waren und Andi und Saskia eine Affäre beginnen. Schließlich werden die Konflikte auf der Bühne bei der Vorstellung ihres Kurzfilms ausgetragen. Auch auf dem Festival kommt es zu Enttäuschungen, Rebeccas neues Drehbuch bekommt wenig Aufmerksamkeit und Saskia und Robert teilt man mit, sie seien zu alt. Zuletzt präsentiert Andi in Berlin sein Baby, er und Saskia sind Eltern geworden.

## Hintergrund
Regisseur Niclas Mehne wurde vom Max-Ophüls-Filmfestival inspiriert, bei dem er und seine Kollegen bereits öfters anwesend waren. Die Leitung des Festivals gab die Erlaubnis, beim Festival 2019 zu drehen und die Locations für weitere Drehs zu nutzen. Finanziert wurde der Film unter anderem über Crowdfunding.

## Veröffentlichung
Die Uraufführung fand am 25. Januar 2022 beim Festival 2022 in der Reihe MOP-Watchlist statt. Seinen bundesweiten Kinostart hatte der Film  am 21. März 2024 im Verleih der Sodawasser Pictures.

## Auszeichnungen
2022 gewann Schlussklappe den Publikumspreis „Bester Film aus Niedersachsen“ auf dem 7. Filmfest Bremen. Ebenfalls 2022 wurde Niclas Mehne für „Schlussklappe“ mit dem erstmals verliehenen NewComerComedy-Regiepreis im Rahmen des Ernst Lubitsch Preises vom Club der Filmjournalisten ausgezeichnet. Die Auszeichnung richtet sich an das beste Debüt einer abendfüllenden Komödie. 2023 gewann „Schlussklappe“ den Publikumspreis auf den 46. Grenzland-Filmtage und Andreas Berg wurde für die Darstellung der Figur „Robert“ auf den Independent Days in Karlsruhe als bester Darsteller ausgezeichnet.